# Cissus trianae
Cissus trianae är en vinväxtart som beskrevs av Jules Émile Planchon. Cissus trianae ingår i släktet Cissus och familjen vinväxter. Inga underarter finns listade i Catalogue of Life.